# Classica di San Sebastián 2004
La Classica di San Sebastián 2004, ventiquattresima edizione della corsa e valevole come prova della Coppa del mondo 2004, si svolse il 7 agosto 2004, per un percorso totale di 227 km. Fu vinta dallo spagnolo Miguel Ángel Martín Perdiguero, al traguardo con il tempo di 5h18'35" alla media di 42,752 km/h.
Partenza con 188 ciclisti, dei quali 139 completarono la gara.

## Squadre e corridori partecipanti
| N.      | Cod. | Squadra                           |
| ------- | ---- | --------------------------------- |
| 1-8     | QSD  | Quick Step-Davitamon              |
| 11-18   | FAS  | Fassa Bortolo                     |
| 21-28   | TMO  | T-Mobile Team                     |
| 31-38   | SAE  | Saeco Macchine per Caffè          |
| 41-48   | IBB  | Illes Balears-Banesto             |
| 51-58   | GST  | Gerolsteiner                      |
| 61-68   | COF  | Cofidis, le Crédit par Téléphone  |
| 71-78   | RAB  | Rabobank                          |
| 81-88   | LST  | Liberty Seguros                   |
| 91-98   | USP  | US Postal Service p/b Berry Floor |
| 101-108 | CSC  | Team CSC                          |
| 111-118 | ALB  | Alessio-Bianchi                   |

| N.      | Cod. | Squadra                            |
| ------- | ---- | ---------------------------------- |
| 121-128 | EUS  | Euskaltel-Euskadi                  |
| 131-138 | A2R  | AG2R Prévoyance                    |
| 141-148 | DVE  | Domina Vacanze                     |
| 151-158 | PHO  | Phonak Hearing Systems             |
| 161-168 | LAM  | Lampre                             |
| 171-178 | LOT  | Lotto-Domo                         |
| 181-188 | VIN  | Vini Caldirola-Nobili Rubinetterie |
| 191-198 | REB  | Relax-Bodysol                      |
| 201-208 | SDV  | Saunier Duval-Prodir               |
| 211-218 | KEL  | Kelme-Costa Blanca                 |
| 221-228 | ALM  | Costa de Almeria-Paternina         |
| 231-238 | BAQ  | Cafés Baqué                        |

## Ordine d'arrivo (Top 10)
| Pos. | Corridore                 | Squadra       | Tempo    |
| ---- | ------------------------- | ------------- | -------- |
| 1    | M. Á. Martín Perdiguero   | Saunier Duval | 5h18'35" |
| 2    | Paolo Bettini             | Quick Step    | s.t.     |
| 3    | Davide Rebellin           | Gerolsteiner  | s.t.     |
| 4    | Marcos Serrano            | Liberty Seg.  | s.t.     |
| 5    | Josè A. Martinez Trinidad | Relax-Bodysol | s.t.     |
| 6    | Ivan Basso                | Team CSC      | a 6"     |
| 7    | Georg Totschnig           | Gerolsteiner  | s.t.     |
| 8    | Rik Verbrugghe            | Lotto-Domo    | a 1'19"  |
| 9    | Constantino Zaballa       | Saunier Duval | a 1'35"  |
| 10   | Markus Zberg              | Gerolsteiner  | a 1'39"  |